# Corinna May
Corinna May, nome d'arte di Corinna Meyer (Brema, 6 ottobre 1970), è una cantante tedesca jazz e pop, cieca dalla nascita.

## Biografia
Corinna May ha scoperto la musica in tenera età, incuriosita dalla notevole collezione di dischi jazz del padre; ed è nel segno del jazz il suo esordio di cantante, con un album inciso nel 1996 e da lei stessa prodotto. Dichiaratamente pop è invece il suo secondo lavoro, Wie ein Stern, pubblicato due anni dopo, contenente anche un duetto con Claudia Jung. Entrambi hanno fatto registrare buone vendite.
Selezionata come rappresentante della Germania per l'Eurovision Song Contest 2002 – prima cantante donna non vedente a esibirsi in questa manifestazione – Corinna May ha presentato il brano I Can't Live Without Music, finendo per classificarsi solo al terzultimo posto. La canzone è stata inserita nell'omonimo album, il quarto, pubblicato lo stesso anno, che ha incontrato il favore degli acquirenti. Il cd successivo, Jetzt Wie noch Nie, uscito nel 2006, è stato invece poco apprezzato. Nel 2010 Corinna May ha pubblicato Meine Besten, un album contenente tutti i suoi successi.

## Vita privata
Nel 2019 ha sposato Claus, l'uomo già da tempo suo compagno.

## Discografia

### Album
- 1996: Jazz Art – Soul Songs
- 1999: Wie ein Stern
- 2001: Hör den Kindern einfach zu
- 2002: I Can't Live Without Music
- 2006: Jetzt Wie Noch Nie
- 2010: Meine Besten

### Singoli
- 1998: Gab es nicht nur uns zwei?
- 1999: Hör den Kindern einfach zu
- 1999: Alles was geschieht (Promo Only)
- 1999: Flieg mit mir
- 1999: Frieden Allezeit (duetto con Claudia Jung)
- 2000: I Believe In God
- 2001: Blowing in the wind
- 2002: I Can't Live Without Music
- 2002: On My Way to Myself
- 2003: Endless Miles
- 2005: Jetzt wie noch nie (Promo Only)
- 2006: Bleib einfach steh'n (Promo Only)
- 2006: Was tief im Herzen brennt (Promo Only)
- 2006: Die Welt der Marie / Wenn du willst…
- 2007: Wohin ich lieben kann (Promo Only)
- 2007: Amazing Grace (Online Single)
- 2009: Dreamin' River (Online-Single)